# 金须拟䴕
金须拟䴕（英語：Golden-whiskered barbet），又名金颊拟啄木鸟、黄颊五色鸟、金须啄木鸟、金须拟啄木鸟，是东南亚一种鸟，为鬚鴷科拟啄木鸟属中的一个物种。

## 描述
金须拟鴷体长24到30厘米，体重110到181克，是东南亚16种鬚鴷中最大的一种之一。全身绿色羽毛，双颊黄色“胡须”，这作为保护色便于它们伪装在树叶中间。雌雄外形类似，但在喙上有细微差别，雌性鸟的喙显得更苍白，并带有暗蓝色。成年之前，雌雄鸟的羽毛都显得颜色黯淡。

## 习惯和饮食
金须拟鴷全天大部分时间都在林冠鸣叫和觅食。尽管它们有很好的保护色，但它们特别的叫声暴露了其栖身之处。
金须拟鴷是食果动物，见到可食用水果就吃，如浆果、无花果等。
金须拟鴷有时候吃虫，如飞蚁，据观察，金须拟鴷还啄枯木寻食。它还吃植物种子，甚至蜥蜴和麻雀等小鸟。

## 繁殖
金须拟鴷的繁殖季节为2月至8月，卵为圆形白色，一窝两个。

## 分布
金须拟鴷分布的国家和地区包括文莱、印度尼西亚、 马来西亚、泰国、婆罗洲和苏门答腊。

## 栖息地
金须拟鴷的天然栖息地为亚热带或热带湿润的低地森林和山地。金须拟鴷栖息在低地丘陵和次生林， 常绿林和淡水沼泽林里罕见这种鸟。可可树林里也可见到这种鸟。

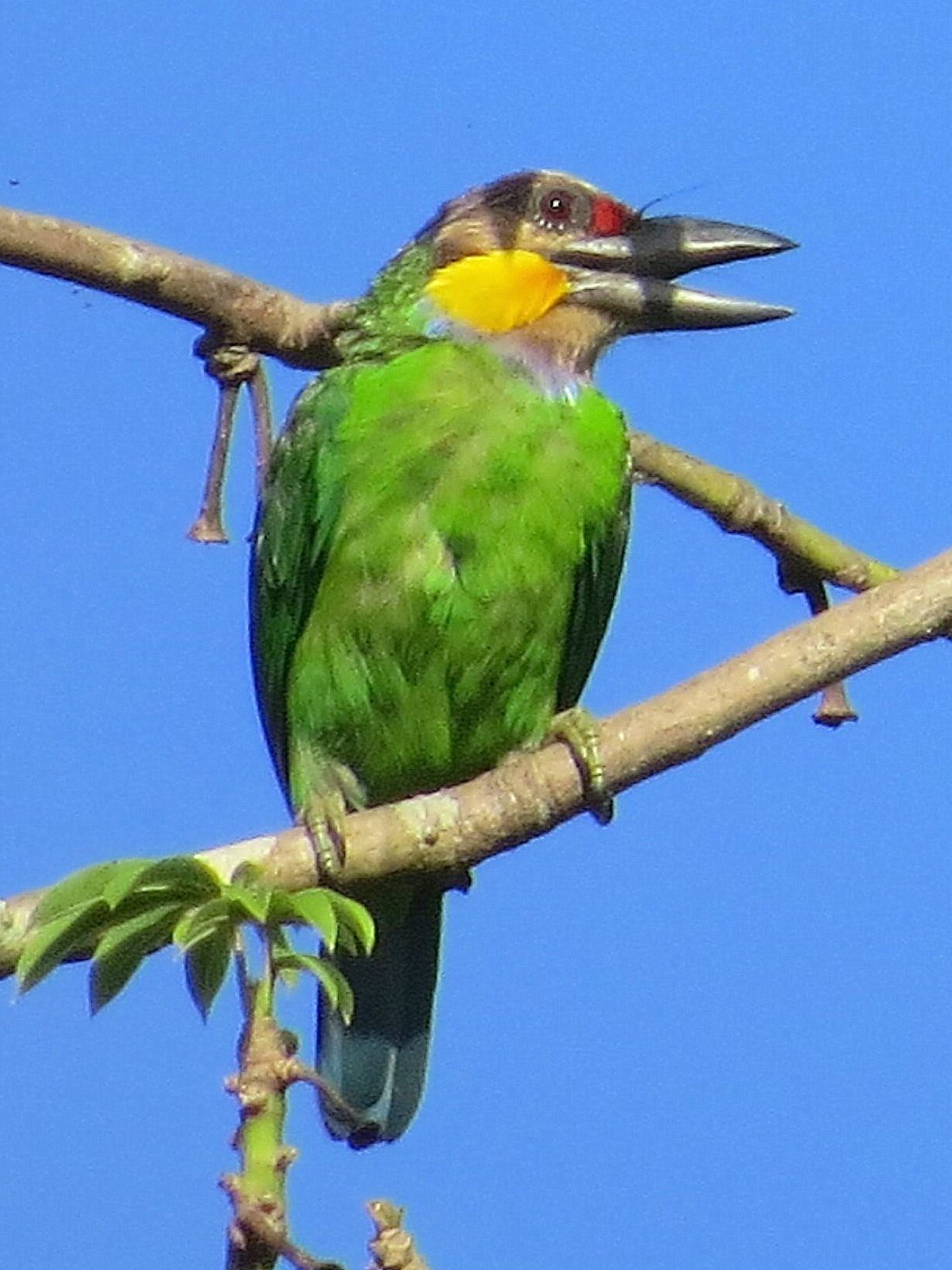
Golden-whiskered barbet / Megalaima chrysopogon in Malaysia.

## 亚种
金须拟鴷有以下3个亚种：
- Megalaima chrysopogon chrysopogon
- Megalaima chrysopogon laeta
- Megalaima chrysopogon chrysopsis